# 森川徹治
森川 徹治（もりかわ てつじ、1966年2月23日 - ）は、日本の実業家。連結会計ソフトウエア開発をはじめ、グループ経営支援、決算業務のアウトソーシング、DX・データ活用支援など幅広く事業を展開する株式会社アバントグループの創業者で代表取締役社長。

## 経歴
- 1966年 東京都生まれ
- 1984年 聖パウロ学園高等学校卒業
- 1990年 中央大学商学部卒業
- 1990年 PWCコンサルティング株式会社(現：日本IBM)入社
- 1997年 株式会社ディーバ（現：株式会社アバントグループ）を設立し、代表取締役社長に就任。
- 2013年 株式会社アバント（現：株式会社アバントグループ）代表取締役社長グループCEOに就任（現任）。 株式会社ディーバ 代表取締役社長。DIVA CORPRATION OF AMERICA CEO（現任）。
- 2017年 株式会社カヤック 社外取締役（現任）